# Benedict Silberman
Benedict Silberman, oorspronkelijk Boruch Hirsch-Benedigton Silberman (Helsinki, Finland, 5 december, 1901 – Hilversum, 11 december, 1971), was een componist en dirigent van Oostenrijks Joodse afkomst.
Silberman was de zoon van een in Helsinki werkzame Oostenrijkse violist die zich in Amsterdam vestigde. Silberman studeerde piano bij Jean-Baptiste de Pauw en compositie bij Sem Dresden aan het Conservatorium van Amsterdam. Aan het eind van zijn studie (1924) schreef hij een pianoconcert, een jaar later gevolgd door een vioolconcert dat hij opdroeg aan violist Alexander Schmuller.
Hij vertrok naar Berlijn waar hij emplooi vond als violist en arrangeur van licht-klassieke werken, met name Weense operettes. Hij stond in contact met Franz Lehár, Robert Stolz en Emmerich Kálmán en toerde door Europa met de dansorkesten van Paul Godwin, Marek Weber en Dajos Bela. In 1944 componeerde hij zelf een operette Het Rozeneiland.
In 1935 keerde hij terug naar Nederland en werd pianist in het AVRO radio-orkest van Kovacs Lajos en dirigent van het VARA Noviteiten-orkest, dat de muziek verzorgde in het radioprogramma Bravour en charme. In 1948 richtte hij op verzoek een radio-orkest op dat zich specialiseerde in het licht-klassieke genre; dit Promenade Orkest leidde hij van 1949 tot 1967 en hij componeerde en arrangeerde er veel muziek voor.
In 1965 won Silberman de Gouden Harp voor zijn verdiensten voor de Nederlandse muziek.

## Composities (selectie)
- De band die alle mensen bindt, tune bij NCRV-steravonden De gilde viert (1950)
- Dorita (1944)
- Muziek bij gedicht Tot huldiging, gedicht van Willem Brandt bij het 12½-jarig regeringsjubileum van Koningin Juliana (1961)
- Muzikale galerij : vier impressies over een bezoek aan het Rijksmuseum (1960)
- Pianoconcert (1924)
- Souvenirs sentimentals (1970)
- Vioolconcert, opgedragen aan Alexander Schmuller (1925)
- Vioolconcert, opgedragen aan Gerard Meyer (1964)